# 阿克萨特
阿克萨特（法語：Axat，法語發音：[aksat] ⓘ）是法国奥德省的一个市镇，位于该省南部，属于利穆区。

## 地名
该地名“Axat”发音为[aksat]，末尾字母“t”发音，《世界地名翻译大辞典》与《世界地名译名词典》将其误译作“阿克萨”。

## 地理
阿克萨特（42°48'13"N, 2°14'7"E）面积11.77 平方千米，位于法国奧克西塔尼大區奥德省，该省份为法国南部沿海省份，北起塔恩省，西北接上加龙省，西接阿列日省，南至东比利牛斯省，东临地中海，东北与埃罗省接壤。
与阿克萨特接壤的市镇（或旧市镇、城区）包括：阿尔蒂格、卡亚、皮洛朗斯、盖特河畔圣科隆布、圣马丹利斯、萨尔沃济讷。
阿克萨特的时区为UTC+01:00、UTC+02:00（夏令时）。

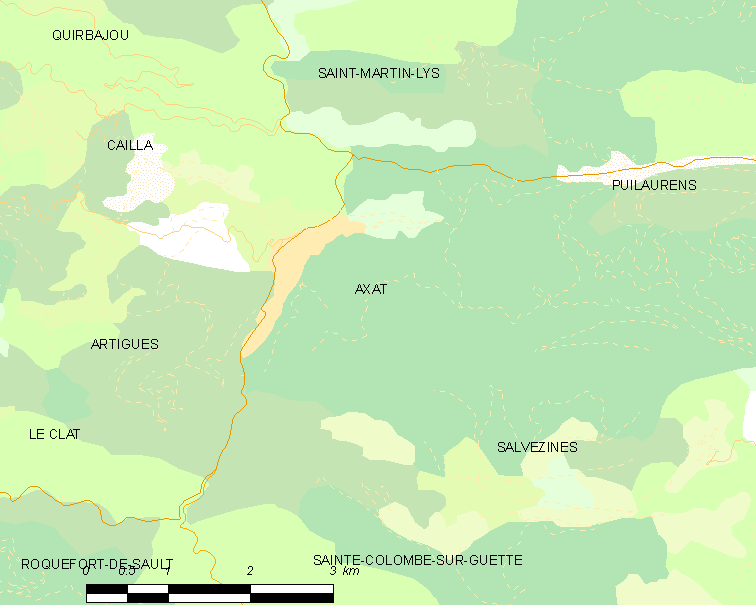
阿克萨特的OSM定位图

## 行政
阿克萨特的邮政编码为11140，INSEE市镇编码为11021。

## 政治
阿克萨特所属的省级选区为上奥德河谷县。

## 人口

1962-2008年间阿克萨特人口变化图示

阿克萨特于2022年1月1日时的人口数量为482人。